# Bozótkakukkformák
A bozótkakukkformák (Centropodinae) a madarak osztályának kakukkalakúak (Cuculiformes) rendjébe és a kakukkfélék (Cuculidae) családjába tartozó alcsalád.
A Sibley–Ahlquist-féle madárrendszertan önálló családként tárgyalja Centropodidae néven, leválasztva a kakukkfélék közül.

## Rendszerezés
Az alcsaládba az alábbi 1 nem és 28 faj tartozik:
- Centropus Illiger, 1811 – 28 faj
  - fakófejű bozótkakukk (Centropus milo)
  - fehérnyakú bozótkakukk (Centropus ateralbus)
  - fehércsőrű bozótkakukk (Centropus menbeki)
  - biaki bozótkakukk (Centropus chalybeus)
  - vörhenyes bozótkakukk (Centropus unirufus)
  - zöldcsőrű bozótkakukk (Centropus chlororhynchos)
  - feketecsíkos bozótkakukk (Centropus melanops)
  - mindorói bozótkakukk (Centropus steerii)
  - rövidcsőrű bozótkakukk (Centropus rectunguis)
  - celebeszi bozótkakukk (Centropus celebensis)
  - gaboni bozótkakukk (Centropus anselli)
  - fehérhasú bozótkakukk (Centropus leucogaster)
  - szenegáli bozótkakukk (Centropus senegalensis)
  - kékfejű bozótkakukk (Centropus monachus)
  - rézfarkú bozótkakukk (Centropus cupreicaudus)
  - szemsávos bozótkakukk (Centropus superciliosus)
  - szunda bozótkakukk (Centropus nigrorufus)
  - nagy bozótkakukk (Centropus sinensis)
  - andamáni bozótkakukk (Centropus andamanensis)
  - óriás-bozótkakukk (Centropus goliath)
  - madagaszkári bozótkakukk (Centropus toulou)
  - fekete bozótkakukk (Centropus grillii)
  - Fülöp-szigeteki bozótkakukk (Centropus viridis)
  - bengál bozótkakukk (Centropus bengalensis)
  - kék bozótkakukk (Centropus violaceus)
  - feketecsőrű bozótkakukk (Centropus bernsteini)
  - fácánfarkú bozótkakukk (Centropus phasianinus)
  - kai-szigeteki bozótkakukk (Centropus spilopterus)[2]